# パフィオペディルム・リーミアヌム
パフィオペディルム・リーミアヌム Phaphiopedilum liemianum はパフィオペディルム属のラン科植物。小型の花を1つの花茎に連続して付ける。

## 特徴
小型の地生ラン。葉は線状舌形で長さ10-20cm。表は緑色と淡黄緑色の斑紋が入り、裏面には濃い紫色の細かな点が横縞模様を作る。葉の縁は波状になる。葉の数は5-7枚程度。
花は不定期に出て、花茎は斜めに立ち上がり、高さ15-25cmになる。多数の花を付けるが、開花は1つずつ咲くために開花期は長期にわたる。花が咲くと花茎が角度を変えて伸び、その先端に花を付けるので、花茎の花の着いていた部分がジグザグになる。背萼片は広卵形で緑色、縁にそって幅広く白くなっており、また基部は褐色を帯びる。側萼片は水平に出て広線形、先端近くで1回転捩れる。色は帯黄色の地に紫褐色の斑点が横縞模様を作るように入る。縁は波打ち、白い毛を生じる。唇弁は下側が丸く膨らみ、桃紫色に濃い桃紫の細かな斑点が全体に出る。
種名の由来は発見者である K. W. Liem にちなむ。

## 分布
スマトラに産する。

## 類似種
同属のヴィクトリアーレギナ P. victoria-regina は本種の基本亜種とされたことがある。その際の本種の学名はP. victoria-regina ssp. liemianum である。
また本種とほぼ同じ形態ながら紫の色素（アントシアニン）を含まず、花全体が黄緑色のものがある。本種の変種として var. primulinum とすることもあるが、独立種として扱い（プリムリヌム P. primulinum P. Tayl.）とすることも多い。形態的にはほぼ同じだが花はより小さくその径は6.5-7cm程度。

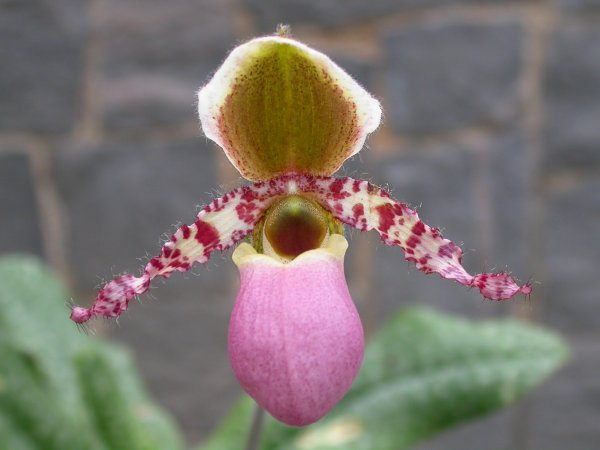
ヴィクトリアーレギナ
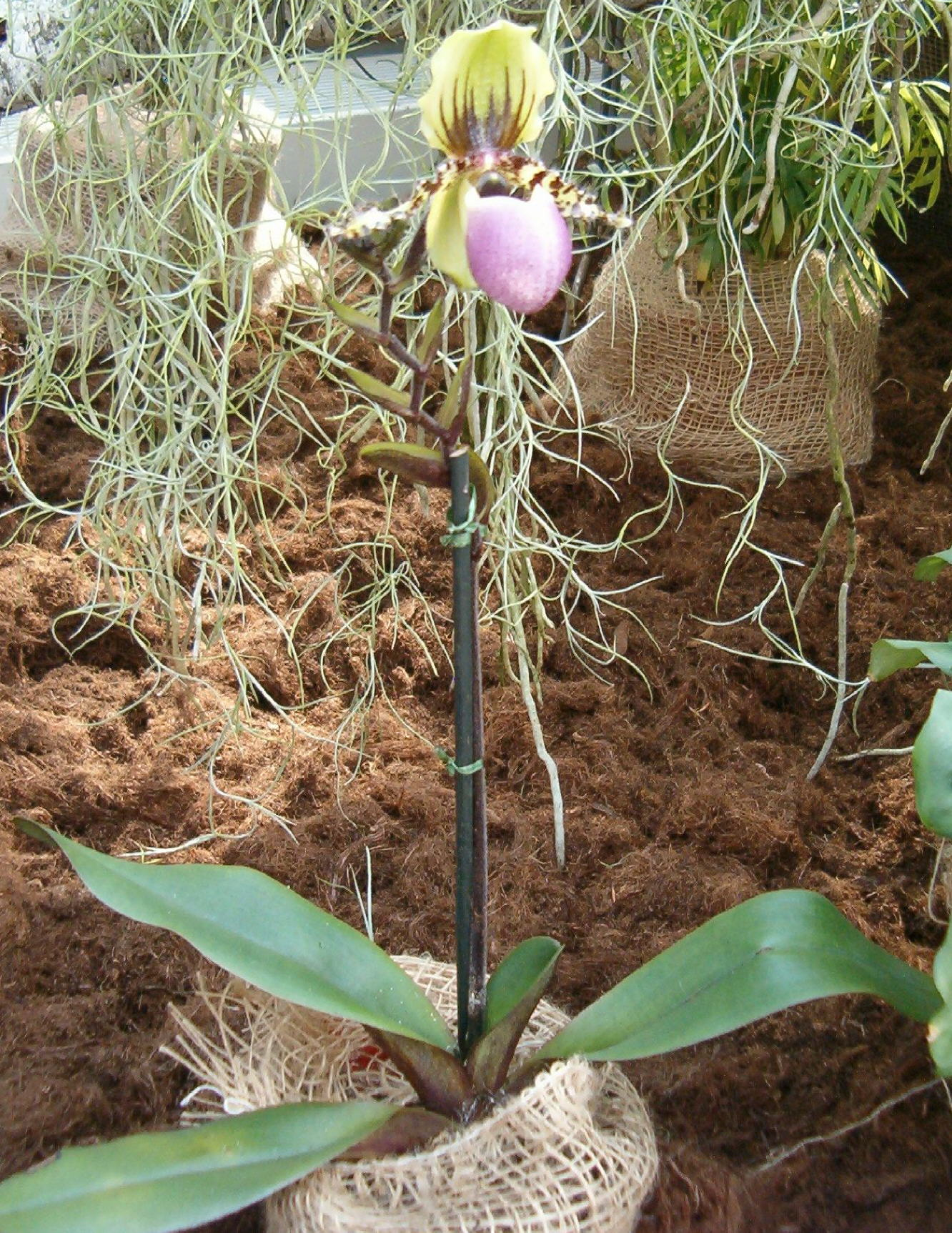
同・全草
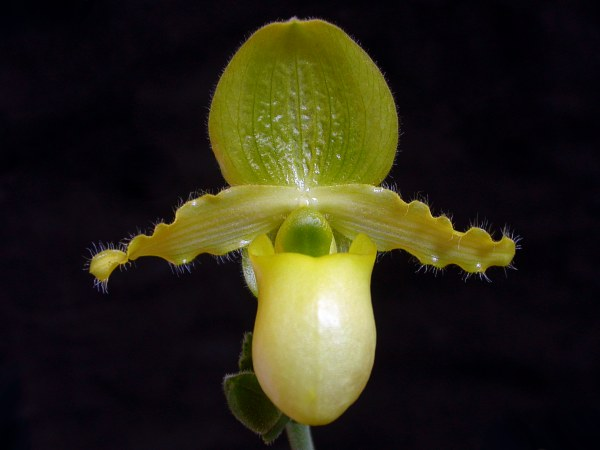
プリムリヌム
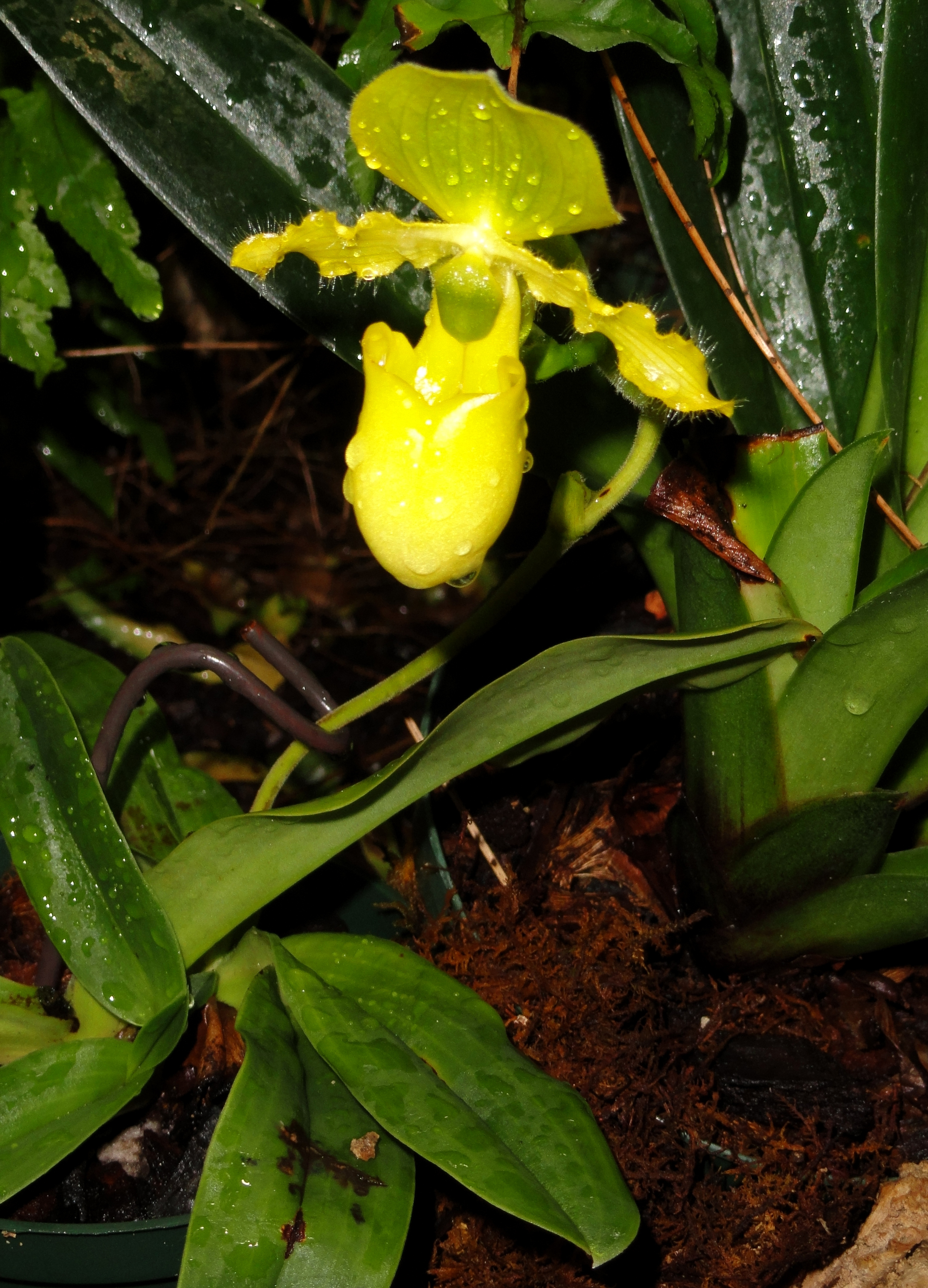
同・全草

## 利用
洋ランとして栽培される。